# Marie Thérèse Mukamulisa
Marie Thérèse Mukamulisa (29 de junio de 1965, Kigali) es una jurista de Ruanda que fue nombrada por un período de seis años en la Corte Africana de Derechos Humanos y de los Pueblos en 2016.

## Biografía
Mukamulisa es Licenciada en Derecho Civil por la Universidad de Ruanda (1990) y magíster en Derecho Común por la Universidad de Moncton en Nuevo Brunswick, Canadá (1993). Tiene una Maestría en Estudios y Prevención del Genocidio del Centro para el Manejo de Conflictos de la Universidad de Ruanda.
Mukamulisa fue contadora y cajera en el Proyecto de Investigación y Estadísticas Agrícolas. Fue directora de seguros de automóviles en Sonarwa y secretaria ejecutiva de una organización sin ánimo de lucro. Mukamulisa fue una de los doce comisionados que redactaron la Constitución posterior al genocidio de Ruanda. Fue profesora de Derecho Comparado en la Universidad de Ruanda. 
Mukamulisa fue nombrada juez de la Corte Suprema de Ruanda en 2003. Mukamulisa ha sido vocal sobre las dificultades que enfrentan las mujeres dentro del sistema judicial, particularmente en casos de abuso infantil y violación, debido a factores culturales y de género. En 2015, se convirtió en miembro del Alto Consejo Judicial de Ruanda. También es miembro de la Red Internacional de Jueces de La Haya.
Mukamulisa fue elegida para un mandato de seis años en la Corte Africana de Derechos Humanos y de los Pueblos junto con Ntyam Mengue en julio de 2016. Desde entonces, su nombramiento ha sido criticado debido a la decisión de Ruanda de retirarse de permitir que individuos y ONG apelen directamente ante el tribunal, y por su involucramiento en el panel de jueces que sentenciaron a la política opositora Victoire Ingabire Umuhoza, quien apeló ante el Tribunal Africano.
Mukamulisa está casada y tiene dos hijos.